# کلاویه خوش‌آهنگ

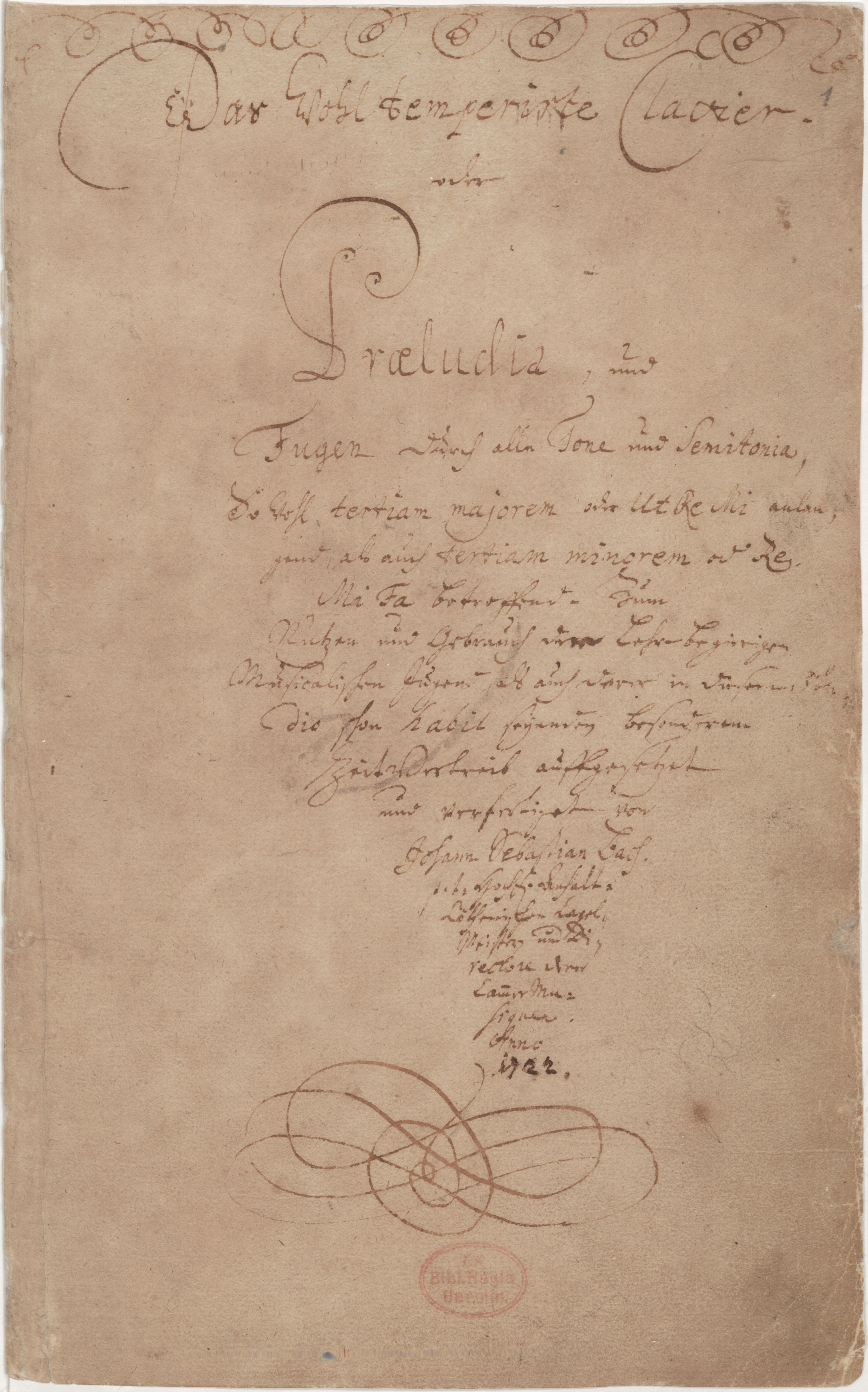
صفحهٔ عنوانِ نسخهٔ دست‌نویسِ کلاویهٔ خوش‌آهنگ، کتاب اول

کلاویهٔ خوش‌آهنگ یا کلاویهٔ خوش‌کوک (به آلمانی: Das Wohltemperierte Klavier) (BWV 846-893) مجموعه‌ای از دو سِری پرِلود و فوگ (هر سِری شامل ۲۴ قطعه) اثر یوهان سباستیان باخ، آهنگساز بزرگ دورهٔ باروک است که برای سازهای شستی‌دار (هارپسیکورد، کلاویکورد یا ارگ) ساخته شده و تمام تونالیته‌های ماژور و مینور را پویش می‌کند.